# 7 Things
"7 Things" là ca khúc của ca sĩ nhạc pop người Mĩ Miley Cyrus, và là đĩa đơn đầu tiên từ album phòng thu thứ hai của cô, album Breakout. Ca khúc này được thể hiện và quay video clip với ý muốn nói tới những điều không tốt của Nick Jonas - thành viên trong nhóm Jonas Brothers sau khi cả hai chia tay nhau. Trong clip này, cô đã dùng dây chuyền của Nick tặng để quay clip.

## Các bài hát
1 Track CD
1. "7 Things" (Chỉnh sửa Radio)

Promo CD
1. "7 Things" (Chỉnh sửa Radio)
2. "7 Things" (Nhạc đệm)

CD Single
1. "7 Things"
2. "See You Again" (Wideboys Radio Edit)

Bimbo Jones Remixes
1. "7 Things" (Bimbo Jones Club Remix)
2. "7 Things" (Bimbo Jones Dub Remix)
3. "7 Things" (Bimbo Jones Edit Remix)
4. "7 Things" (Radio Edit)

Remix không chính thức
1. "7 Things (Sam998899's Smitten Radio Mix)
2. "7 Things (Sam998899's Smitten Club Mix)

## Xếp hạng
| Bảng xếp hạng (2008)               | Vị trí cao nhất |
| ---------------------------------- | --------------- |
| Áo Singles Top 75                  | 14              |
| Bỉ Ultratop 50 Singles (Flanders)  | 22              |
| Canadian Hot 100                   | 13              |
| Hà Lan Mega Single Top 100         | 80              |
| German Singles Charts              | 17              |
| Irish Singles Chart                | 37              |
| Nhật Bản Hot 100 Singles           | 8               |
| México Top 100                     | 46              |
| New Zealand RIANZ Singles Chart    | 24              |
| Na Uy Singles Chart                | 49              |
| Thụy Sĩ Singles Chart              | 49              |
| Ba Lan Singles Chart               | 24              |
| Hoa Kỳ Billboard Hot 100           | 9               |
| Hoa Kỳ Billboard Hot Digital Songs | 2               |
| Hoa Kỳ Billboard Pop 100           | 14              |
| UK Singles Chart                   | 25              |
| Úc ARIA Singles Chart              | 10              |

### Xếp hạng cuối năm
| Bảng xếp hạng (2008)      | Vị trí |
| ------------------------- | ------ |
| Anh Quốc UK Singles Chart | 170    |
| Canadian Hot 100          | 86     |
| Hoa Kỳ Billboard Hot 100  | 92     |
| Úc Singles Chart          | 50     |

## Phát hành
| Vùng                                    | Ngày                | Nhãn                  | Định dạng        |
| --------------------------------------- | ------------------- | --------------------- | ---------------- |
| Hoa Kỳ                                  | 17 tháng 6 năm 2008 | Hollywood Records     | Download nhạc số |
| Australia                               | 15 tháng 8 năm 2008 | Hollywood Records     | CD               |
| Hong Kong                               | 25 tháng 8 năm 2008 | Hollywood Records/EMI | CD               |
| Italy                                   | 5 tháng 9 năm 2008  | Hollywood Records     | CD               |
| Đức                                     | 12 tháng 9 năm 2008 | Hollywood Records     | CD               |
| Liên hiệp Vương quốc Anh và Bắc Ireland | 3 tháng 11 năm 2008 | Polydor Records       | CD               |